# Guillaume Boudy
Pour les articles homonymes, voir Boudy.
Guillaume Boudy, né le 20 juin 1964 à Monaco, est un haut fonctionnaire et homme politique français, maire de Suresnes depuis 2020, vice-président du conseil départemental des Hauts-de-Seine depuis 2021 et conseiller maître de la Cour des comptes.
Adjoint au maire chargé des finances à Suresnes de 2014 à 2020, il prend la tête de liste pour LR lorsque Christian Dupuy ne se représente pas.
Il est secrétaire général pour l'investissement de 2018 à 2022, poste rattaché aux services du Premier ministre. Il était préalablement secrétaire général du ministère de la Culture et de la Communication.

## Biographie

### Famille et formation
Guillaume Éric François Boudy naît le 20 juin 1964 à Monaco du mariage d'André Boudy, avocat, et de Régine Cordier. 
Issu d'une famille de hauts fonctionnaires d'origine périgourdine, Guillaume Boudy compte notamment pour parents Pierre Sarrazin, député-maire de Sarlat, Paul Boudy, directeur général du service forestier marocain et collaborateur du maréchal Lyautey et Marcel Cordier, premier président de la cour d'appel de Rabat. 
Après des études secondaires et supérieures au lycée Albert-Ier à Monaco et au lycée Masséna à Nice, Guillaume Boudy poursuit ses études supérieures à Paris, où il obtient les diplômes de l'École des hautes études commerciales de Paris (HEC) et de l'Institut d'études politiques de Paris (IEP de Paris).
Le 25 mai 1991, il épouse Constance Wattinne. De ce mariage naissent quatre enfants.

### Carrière professionnelle
Guillaume Boudy commence sa carrière professionnelle en 1987 au Venezuela, à la direction financière du groupe Renault. En 1991, il intègre l'École nationale d'administration (ENA) au sein de la promotion Léon Gambetta 1991-1993. Il est ensuite auditeur à la Cour des comptes durant trois ans. De 1994 à 1996, il est commissaire aux comptes du Programme alimentaire mondial de l'ONU.
En 1996, il est promu conseiller référendaire et en 2009, conseiller maître,,.
De 1998 à 2000, il est conseiller commercial près l'ambassade de France à Singapour.
Il entre ensuite en 2001 dans la haute fonction publique territoriale où il est nommé directeur général des services du département de la Savoie. Il quitte ce poste l'année suivante après sa nomination comme directeur adjoint du cabinet d'Hervé Gaymard au ministère de l'Agriculture et de la Pêche, puis au ministère de l'Économie et des Finances. En 2005, il est nommé directeur général de la Cité des sciences et de l'industrie.
De 2008 à 2012, il est secrétaire général du ministère de la Culture sous l'autorité des ministres Christine Albanel puis Frédéric Mitterrand. En février 2009, il participe à une table ronde sur la modernisation de l'État. Sur les 374 décisions adoptées dans le cadre de la révision générale des politiques publiques, 16 s’appliquent au ministère de la Culture et de la Communication : il revient à Guillaume Boudy de mettre en œuvre ces mesures relatives à la réorganisation de l’administration centrale, à la réorganisation des fonctions d’inspection du ministère, à la modernisation de la tutelle des opérateurs, à la réforme de l’audiovisuel extérieur, à la modernisation de la gouvernance et de la gestion du Centre national de la cinématographie et au regroupement du Palais de la découverte et de la Cité des sciences et de l’industrie.
En 2016, il est nommé directeur général des services de la région Auvergne-Rhône-Alpes sous la présidence de Laurent Wauquiez. Disposant d’une expertise dans la fusion et l’organisation de directions administratives, il est nommé pour organiser la fusion des deux régions. 

### Secrétariat général pour l'investissement
Le 3 janvier 2018, Guillaume Boudy est nommé secrétaire général pour l'investissement, par le gouvernement Édouard Philippe. Il est chargé du suivi de la mise en œuvre du programme Investissements d'avenir (PIA), et de France 2030, soutenant notamment : l'accélération de la transition écologique, la facilitation de l'accès à l'emploi, la compétitivité de l’économie et la construction de l'État de l'âge du numérique . 

### Activité politique d'élu local
Guillaume Boudy a été conseiller municipal de La Turbie (Alpes-Maritimes) de 2001 à 2007.
En 2008, il est élu conseiller municipal de Suresnes (Hauts-de-Seine), dont il est depuis 2014 deuxième adjoint au maire Christian Dupuy, délégué aux Finances, au Budget, à la Prospective et aux Systèmes d'information,. 
Christian Dupuy ne se représente pas lors des élections municipales de 2020 et soutient Guillaume Boudy pour lui succéder.
Le dimanche 15 mars 2020, la liste qu'il conduit arrive en tête du premier tour de l'élection municipale, obtenant 39,06 % des voix.
Au second tour, il obtient 48,76 % des voix. Il est élu quelques jours plus tard maire de Suresnes en remplacement de Christian Dupuy, qui prend sa retraite politique.
En 2021, à l'occasion des élections départementales, il se présente en binôme avec Camille Bedin pour le canton Nanterre 2. Il est élu avec 64,16 % des voix.
À la suite des élections, il est nommé vice-président du conseil départemental des Hauts-de-Seine, chargé de la commande publique et de l'évaluation des politiques publiques.

## Résultats électoraux

### Élections municipales
Les résultats ci-dessous concernent uniquement les élections où il est tête de liste.
| Année | Parti | Parti | Commune  | Position      | 1er tour | 1er tour | 1er tour | 2d tour | 2d tour | 2d tour | Sièges (CM) |
| Année | Parti | Parti | Commune  | Position      | Voix     | %        | Rang     | Voix    | %       | Issue   | Sièges (CM) |
| ----- | ----- | ----- | -------- | ------------- | -------- | -------- | -------- | ------- | ------- | ------- | ----------- |
| 2020  |       | LR    | Suresnes | Tête de liste | 4852     | 39,06    | 1er      | 5249    | 48,76   | Élu     | 32 / 43     |

## Distinctions

### Décorations françaises
Le 7 mai 2007, Guillaume Boudy est nommé au grade de chevalier dans l'ordre national du Mérite au titre de « directeur général d'un établissement culturel ; 16 ans de services civils et militaires ».
Le 2 avril 2012, il est nommé membre du conseil de l'ordre des Arts et des Lettres par Frédéric Mitterrand, ministre de la Culture et de la Communication et, à cet titre, il est ex officio commandeur de l'ordre des Arts et des Lettres.
Le 6 avril 2012, il est nommé au grade de chevalier dans l'ordre national de la Légion d'honneur au titre de « conseiller maître à la Cour des comptes, secrétaire général du ministère ; 25 ans de services ».

### Décorations étrangères
Le 17 novembre 2019, il est nommé au grade de chevalier dans l'ordre de Saint-Charles au titre de « secrétaire général pour l'Investissement du gouvernement français ».

## Pour approfondir